# Daniël Mackay (1900-1969)
Daniël baron Mackay ('s-Gravenhage, 16 juni 1900 – aldaar, 2 februari 1969) was ambtenaar en (waarnemend) secretaris van de Hoge Raad van Adel.

## Biografie
Mackay was lid van het geslacht Mackay en een zoon van advocaat en bestuurder mr. Aeneas Mackay (1872-1932) en jkvr. Hermina Clasina den Beer Poortugael (1874-1945), lid van de familie Den Beer Poortugael. Hij trouwde in 1927 met Henriette Constance Adèle Labouchere (1904-1986), lid van de familie Labouchere en dochter van Alfred Labouchere (1867-1953), met wie hij vier kinderen kreeg.
Mackay was reserve-luitenant-kolonel der cavalerie en werd later hoofd van het bureau ceremonieel van de generale staf. In 1968 werd hij benoemd tot waarnemend secretaris van de Hoge Raad van Adel wat hij kort zou blijven totdat hij werd opgevolgd in die laatste functie door mr. Otto Schutte. Hij was officier in de Orde van Oranje-Nassau en in de Huisorde van Oranje. Hij schreef ook de geschiedenis van zijn eigen familie die in 1984 gepubliceerd werd.